# Centre médical pour prisonniers fédéraux des États-Unis
United States Medical Center for Federal Prisoners
Le centre médical des prisonniers fédéraux des États-Unis (en anglais : United States Medical Center for Federal Prisoners ou MCFP Springfield) est une prison fédérale située à Springfield, dans le comté de Greene, dans le Missouri.
Le centre dispose de services médicaux et de santé mentale destinés aux détenus hommes.
Il est géré par le Bureau fédéral des prisons.

## Historique
Pendant la Grande Dépression, la ville de Springfield a offert un terrain de 250 ha au gouvernement fédéral pour y construire une prison. Le Congrès a autorisé la construction en 1930, et la prison a ouvert en 1933. Les terrains autour des bâtiments ont été utilisés pour être cultivés jusqu'en 1966. En 1977 le gouvernement fédéral a rendu une partie du terrain à la ville.

## Quelques détenus notables ayant séjourné dans le centre
- Fritz Joubert Duquesne (1877-1956)
- Victor Lustig (1890-1947) « L'homme qui a vendu la Tour Eiffel »
- Anthony Corallo (1913-2000)
- John Gotti (1940-2002)
- Anthony Salerno (en) (1911-1992)
- Robert Stroud (1890-1963)

## Galerie

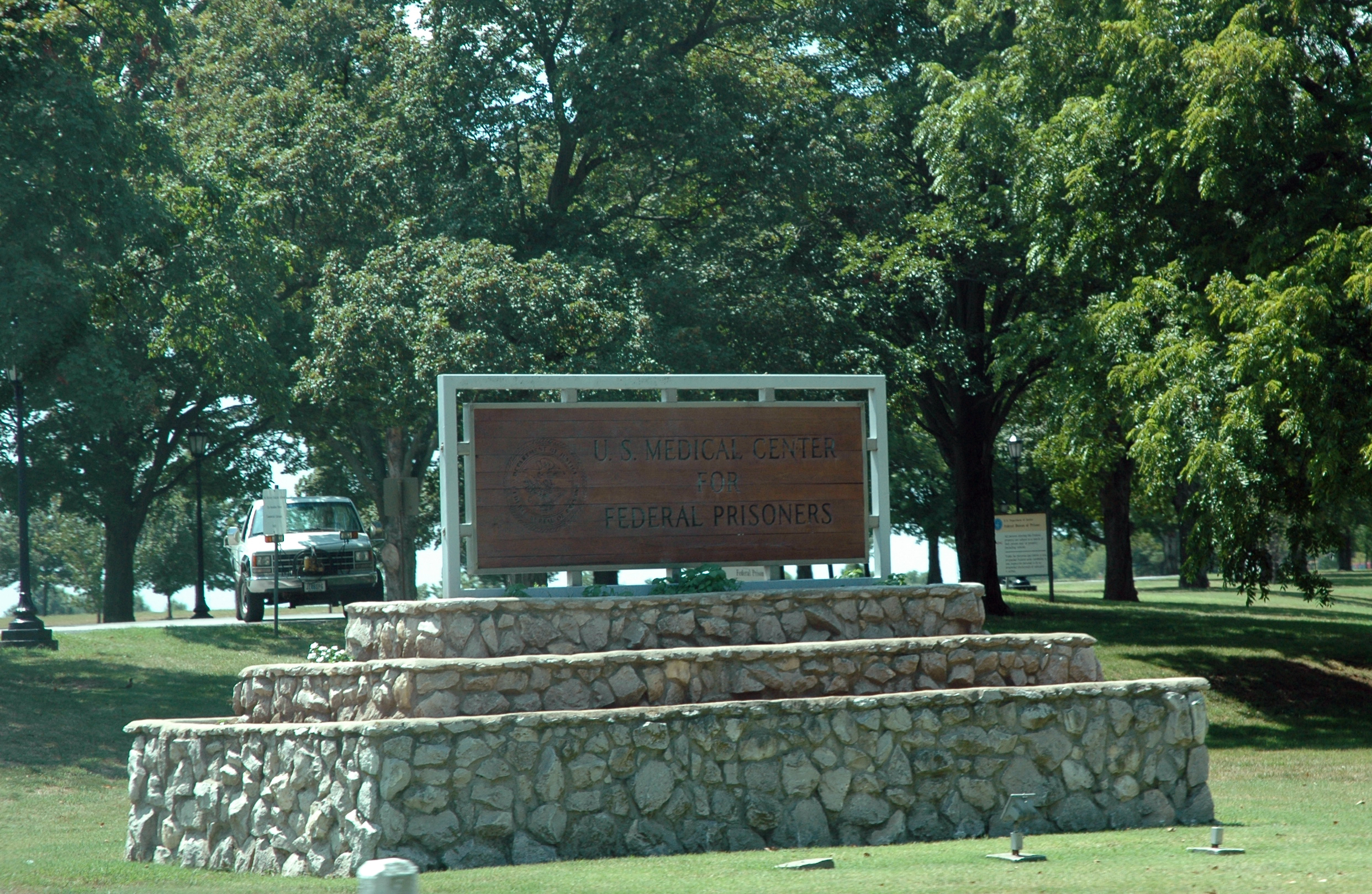
L'entrée du centre en 2006.
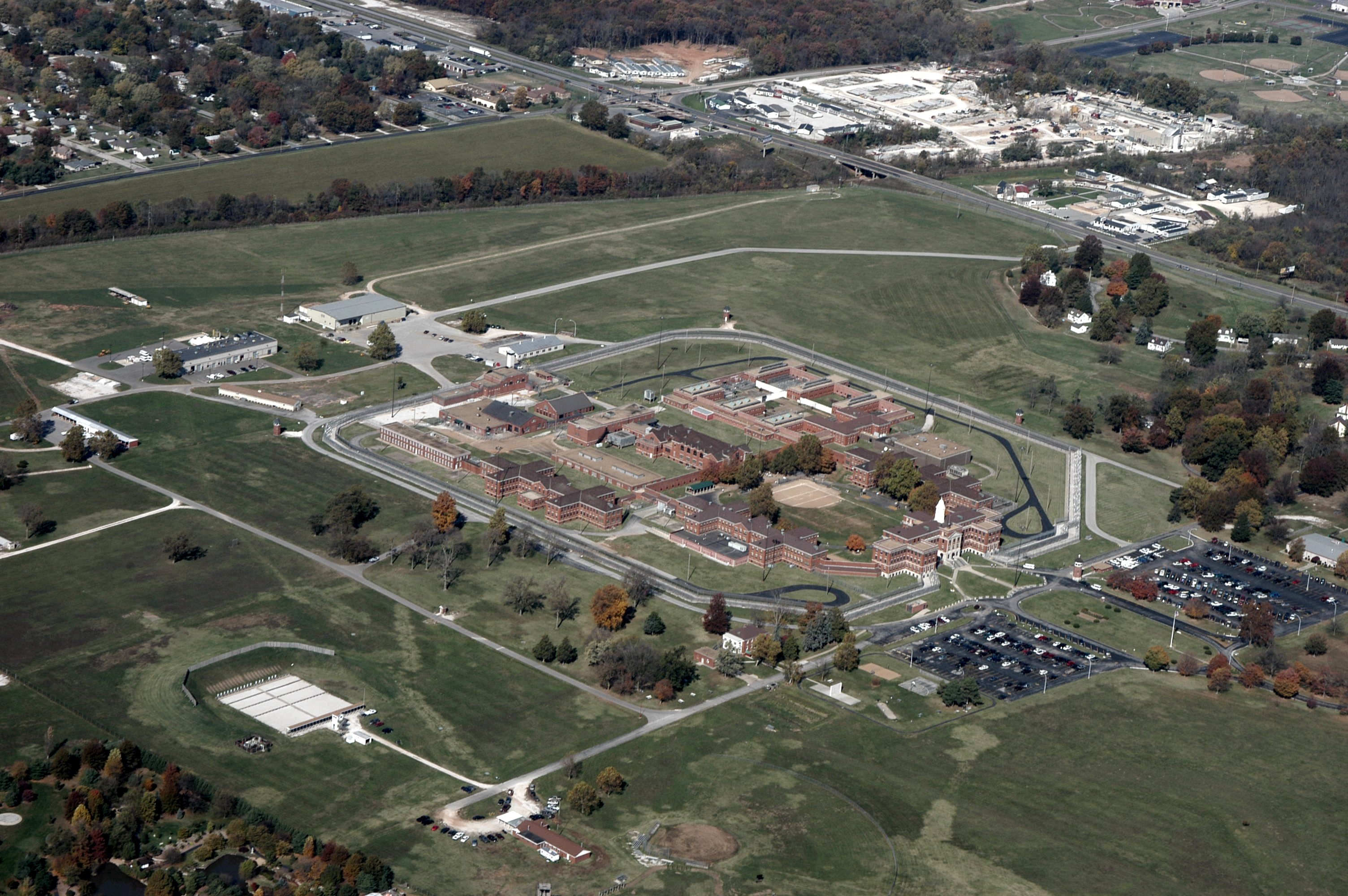
Vue aérienne du site en 2003.

## Sources
- (en) Cet article est partiellement ou en totalité issu de l’article de Wikipédia en anglais intitulé « United States Medical Center for Federal Prisoners » (voir la liste des auteurs).